# Mont Buller
Pour les articles homonymes, voir Buller.
Cet article possède un paronyme, voir Mount Buller.
Le mont Buller (Mount Buller en anglais) est l'un des principaux sommets d'Australie dans les Alpes australiennes. Il est situé dans l'État de Victoria, à 250 km au nord-est de Melbourne. Il culmine à 1 805 mètres. Il accueille sur ses flancs la principale station de ski d'Australie, ouverte de début juin à fin septembre, de 1 375 à 1 780 mètres et qui compte 25 pistes.

## Toponymie
Il doit son nom à l'homme politique anglais Charles Buller. Il fut nommé ainsi par l'explorateur Thomas Mitchell. Les Aborigènes appellent cette montagne Bulla Bulla, expression qui signifie « bon ».

## Géographie
Au sommet du mont Buller se trouve un repère géodésique, ainsi qu'une tour de surveillance des incendies occupée pendant l'été austral.
Du sommet, la vue embrasse la chaîne de montagne des Dom Thompson Ranges.